# Плоцично (Підляське воєводство)
Плоцично (пол. Płociczno) — село в Польщі, у гміні Бакалажево Сувальського повіту Підляського воєводства.
Населення — 141 особа (2011).
У 1975-1998 роках село належало до Сувальського воєводства.
В селі знаходяться могили воїнів Армії УНР, у тому числі сотника Олександра
Осьмака.

## Демографія
Демографічна структура станом на 31 березня 2011 року:
|          | Загалом | Допрацездатний вік | Працездатний вік | Постпрацездатний вік |
| -------- | ------- | ------------------ | ---------------- | -------------------- |
| Чоловіки | 73      | 18                 | 45               | 10                   |
| Жінки    | 68      | 18                 | 35               | 15                   |
| Разом    | 141     | 36                 | 80               | 25                   |